# 티모테 펨벨레
티모테 조세프 펨벨레(프랑스어: Timothée Joseph Pembélé, 프랑스어 발음: [ti.mɔ.te pɛm.be.le]; 2002년 9월 9일 ~ )는 프랑스의 축구 선수로 포지션은 라이트백이다. 현재 잉글랜드 EFL 챔피언십의 선덜랜드에서 뛰고 있다.

## 클럽 경력

### 파리 생제르맹
펨벨레는 2008년 US 페르상 03 유소년팀에 입단해 그곳에서 7년 동안 뛴 후 2015년 13살에 파리 생제르맹 아카데미에 합류했다. 펨벨레는 2018년 7월 4일 15살에 파리 생제르맹과 2021년 6월 30일까지 유효한 프로 계약을 체결했다.

## 국가대표 경력
펨벨레는 프랑스 U-16, 프랑스 U-17 및 프랑스 U-18 축구 국가대표팀에서 뛰었다. 그는 프랑스 U-17 대표팀이 3위를 달성한 2019년 FIFA U-17 월드컵에 6번 출전했다.
2021년 7월 2일, 펨벨레는 2020년 하계 올림픽 남자 축구에서 프랑스 올림픽 축구 국가대표팀을 대표하는 21인 명단에 포함되었다.

## 개인사
프랑스의 보몽쉬르우아즈에서 태어난 펨벨레는 콩고 민주 공화국 혈통을 가지고 있다.